# Universidade Estadual de Ohio

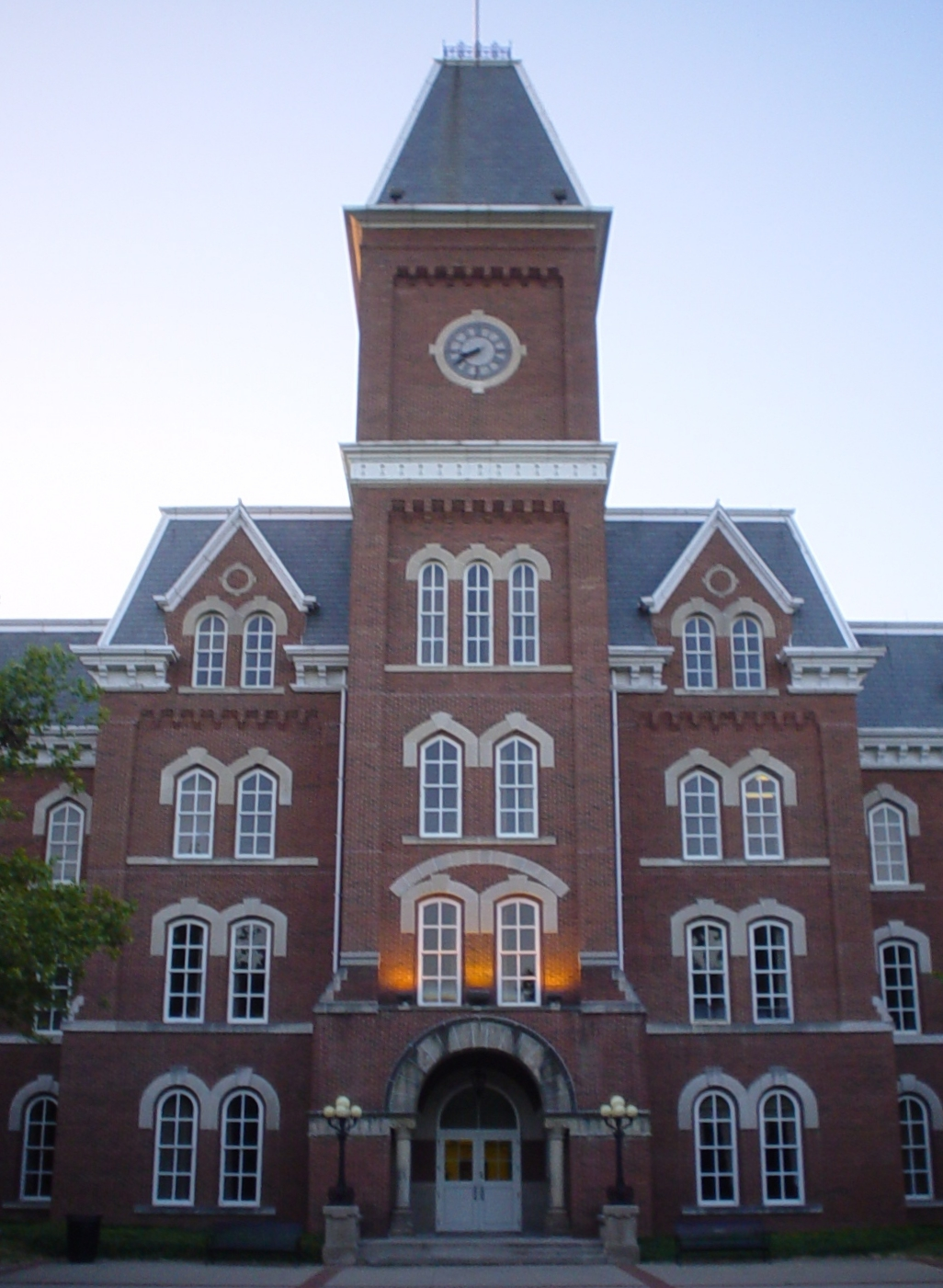
Portal da universidade

A Universidade Estadual de Ohio (em inglês:  Ohio State University), correntemente conhecida como OSU, é uma universidade norte-americana do estado de Ohio, fundada em 1870. O seu lema é Disciplina in civitatem (educação para a cidadania). É uma instituição  pública e mista.
O campus principal fica situado em  Columbus. A universidade possui igualmente campi regionais situados em  Lima, Mansfield, Marion  e Newark.
A OSU é atualmente a terceira universidade dos Estados Unidos em relação ao número de estudantes matriculados, cerca de 58 mil alunos em todos os campos.
As equipes esportivas universitárias da Universidade do Estado de Ohio levam o nome Ohio State Buckeyes.